# Saison 2019-2020 du FC Metz
Dernière mise à jour : 21 mai 2018.
Chronologie
Saison précédente Saison suivante
Le FC Metz, joue sa 61e saison en Ligue 1 lors de la saison 2019-2020. Cette saison voit le club s'engager dans trois compétitions que sont la Ligue 1, la Coupe de France et la Coupe de la Ligue.
Cette saison est particulière puisque le championnat de France s'arrête exceptionnellement et définitivement à la 28e journée (au lieu de la 38e comme initialement prévu) à cause de la pandémie de coronavirus.

## Historique
Le FC Metz est l'un des clubs ayant passé le plus de temps dans l'élite du football français. C'est donc d'une certaine manière une habitude de voir le club à ce niveau malgré les résultats en baisse du club depuis les années 2000. Les Messins ont cependant été souvent décriés pour la qualité proposée en Ligue 1 Conforama. Si l'objectif avant les années 2000, en Ligue 1, étaient clairement tournés vers l'ambition de remporter le championnat, depuis les ambitions se sont tournées vers un maintien.

## Avant-saison

### Objectif du club
Remonté en ligue 1, après avoir fait une saison 2018-2019 exceptionnelle avec un titre de champion de France de Ligue 2, le FC Metz a fortement l'intention de se maintenir dans le championnat de ligue 1.

### Matchs amicaux
Afin de se préparer à la Ligue 1, le Football Club de Metz a disputé 6 rencontres amicales contre le Charlerois SC (remporté 2-1), face au club de Sochaux-Montbéliard (séparation sur un nul), face au Stade de Reims (2-0 pour les Rémois), face au Amien SC (match nul 1-1), puis face à Seraing United (Match remporté 2-0) et enfin deux matches contre Mayence, tous deux perdus sur le score 1-0.

### Sponsors / Partenaires
Pour la neuvième année consécutive, le FC Metz travaille aux côtés de Nike, son équipementier.
- Nike (Équipementier)[3]
- SPIE (Énergie et communication)[3]
- Coca-Cola (Sodas)[3]
- etc.

## Transferts
| Nom                   | Nationalité   | Poste      | Transfert           | Provenance/Destination     | Division                  |
| --------------------- | ------------- | ---------- | ------------------- | -------------------------- | ------------------------- |
| Arrivées              |               |            |                     |                            |                           |
| Vincent Thill         | France        | Milieu     | Retour de prêt      | Pau FC                     | National 1                |
| Oumar Gonzalez        | Cameroun      | Défenseur  | Retour de prêt      | FC Villefranche Beaujolais | National 1                |
| Adama Traoré          | Mali          | Attaquant  | Retour de prêt      | US Orléans                 | Ligue 2                   |
| Fabien Centonze       | France        | Défenseur  | Transfert           | RC Lens                    | Ligue 2                   |
| Manuel Cabit          | France        | Défenseur  | Transfert           | AC Ajaccio                 | Ligue 2                   |
| Boubacar Traoré       | Mali          | Milieu     | Transfert           | AS Bamako                  | Première Division du Mali |
| Habib Maïga           | Côte d'Ivoire | Milieu     | Transfert définitif | AS Saint-Étienne           | Ligue 1                   |
| Victorien Angban      | Côte d'Ivoire | Milieu     | Transfert définitif | Chelsea FC                 | Premier League            |
| Thierry Ambrose       | France        | Attaquant  | Prêt                | Manchester City            | Premier League            |
| Kévin N'Doram         | France        | Milieu     | Prêt                | AS Monaco                  | Ligue 1                   |
| Adama Traoré          | Mali          | Milieu     | Prêt                | AS Monaco                  | Ligue 1                   |
| Départs               |               |            |                     |                            |                           |
| Frédéric Antonetti    | France        | Entraîneur | Raison personnelle  | -                          | -                         |
| Iván Balliu           | Albanie       | Défenseur  | Transfert définitif | UD Almeiria                | LaLiga 2                  |
| Jonathan Rivierez     | France        | Défenseur  | Transfert définitif | SM Caen                    | Ligue 2                   |
| Emmanuel Rivière      | France        | Attaquant  | Fin de contrat      | -                          | -                         |
| Vincent Thill         | Luxembourg    | Milieu     | Prêt                | US Orléans                 | Ligue 2                   |
| Ablie Jallow          | Gambie        | Milieu     | Prêt                | AC Ajaccio                 | Ligue 2                   |
| Laurent Jans          | Luxembourg    | Défenseur  | Prêt                | SC Paderborn 07            | 1. Bundesliga             |
| Gauthier Hein         | France        | Milieu     | Prêt                | Valenciennes FC            | Ligue 2                   |
| Jamiro Monteiro       | Cap-Vert      | Milieu     | Prêt                | Union de Philadelphie      | Major League Soccer       |
| Cheikh Tidiane Sabaly | Mali          | Milieu     | Prêt                | Pau FC                     | National                  |
| Oumar Gonzalez        | Cameroun      | Défenseur  | Prêt                | FC Chambly Oise            | Ligue 2                   |
| Cafú                  | Portugal      | Milieu     | Prêt                | Legia Varsovie             | Ekstraklasa               |

| Nom               | Nationalité | Poste     | Transfert | Provenance/Destination   | Division                       |
| ----------------- | ----------- | --------- | --------- | ------------------------ | ------------------------------ |
| Arrivées          |             |           |           |                          |                                |
| Dylan Bronn       | Tunisie     | Défenseur | Transfert | KAA La Gantoise          | Division 1A Jupiler Pro League |
| Vincent Pajot     | France      | Milieu    | Prêt      | Angers SCO               | Ligue 1                        |
| Départs           |             |           |           |                          |                                |
| Stoppila Sunzu    | Zambie      | Défenseur | Transfert | Shijiazhuang Ever Bright | Chinese Super League           |
| Jamiro Monteiro   | Cap-Vert    | Milieu    | Transfert | Union de Philadelphie    | Major League Soccer            |
| Mohamed Kané      | Sénégal     | Défenseur | Transfert | FC Bastia-Borgo          | National                       |
| Amadou Dia Ndiaye | Sénégal     | Attaquant | Prêt      | FC Sochaux-Montbéliard   | Ligue 2                        |
| Adama Traoré      | Mali        | Attaquant | Prêt      | Al-Adalh                 | Saudi Premier League           |

## Saison
Metz commence sa saison par un nul dans le derby face à Strasbourg. La semaine suivante le club à la Croix de Lorraine écrase l'AS Monaco FC 3-0, dans un stade de Saint-Symphorien rempli pour l'occasion. Mais le FC Metz chute lourdement contre Angers, ensuite, à l'extérieur sur un score de 3-0. Metz rencontre ensuite à domicile le Paris Saint-Germain FC, avec pour ambition de faire chuter le club de la capitale française, fortement diminué. Mais le club est forcé de s'incliner sur le score de 2-0 sur sa propre pelouse. Face à Bordeaux les Messins enchaînent une deuxième défaites, sur le même score. Face à Amiens, déjà rencontré en match amical, les Grenats perdent sur leur sol 1-2. Mais, cassant la spirale négative, Metz bat l'AS Saint-Étienne dans son antre sur la plus petite des marges 1-0. La semaine suivante, sur son sol, face à Toulouse, le club mène 1-0 pendant tout le match. Mais à la 90e minute celui-ci se délite. Les Toulousains égalisent. Les Messins reprennent l'avantage ensuite pour se faire encore rejoindre. Score final 2-2. Metz ne peut ensuite enchaîner face au Stade Brestois, l'autre promu, qui bat les Grenats 2-0 au Stade Francis-Le-Blé. Mais face au FC Nantes, alors 2e du championnat, qui est sur une très bonne lancée avec 3 victoires consécutives, le FC Metz produit un grand match qu'il remporte 1-0. Contre l'Olympique Lyonnais les Messins s'inclinent 2-0 au Groupama Stadium. 
Metz se voit éliminer dans un match insipide au premier tour de Coupe de la Ligue face à la formation Brestoise, aux tirs au but. 
Face à Montpellier, les Messins mènent au score 2-0 jusqu'à se faire rejoindre à la 72e et 78e minute. Mais face à Lille la semaine suivante, les Messins, grâce à un match incroyable d'Alexandre Oukidja, obtiennent un nul très important à l'extérieur face à une formation Lilloise vengeresse après son élimination en Ligue des Champions. Pendant la semaine Manuel Cabit avait eu un grave accident de voiture et a été hospitalisé au CHU de Reims.

## Compétitions

### Championnat

#### Classement
| Rang | Équipe                | Pts | J  | G  | N  | P  | Bp | Bc | Diff |
| ---- | --------------------- | --- | -- | -- | -- | -- | -- | -- | ---- |
| 12   | Girondins de Bordeaux | 37  | 28 | 9  | 10 | 9  | 40 | 34 | +6   |
| 13   | FC Nantes             | 37  | 28 | 11 | 4  | 13 | 28 | 31 | −3   |
| 14   | Stade brestois 29 P   | 34  | 28 | 8  | 10 | 10 | 34 | 37 | −3   |
| 15   | FC Metz P             | 34  | 28 | 8  | 10 | 10 | 27 | 35 | −8   |
| 16   | Dijon FCO             | 30  | 28 | 7  | 9  | 12 | 27 | 37 | −10  |
| 17   | AS Saint-Étienne      | 30  | 28 | 8  | 6  | 14 | 29 | 45 | −16  |
| 18   | Nîmes Olympique       | 27  | 28 | 7  | 6  | 15 | 29 | 44 | −15  |